# Alexander Madarász
Alexander Madarász, též Sándor Madarász (* 23. července 1933), byl slovenský a československý politik Komunistické strany Slovenska maďarské národnosti a poslanec Sněmovny lidu Federálního shromáždění za normalizace.

## Biografie
K roku 1971 a 1976 se profesně uvádí jako předseda JZD. Šlo o JZD v obci Lenartovce. Jeho předsedou se stal roku 1964.
Ve volbách roku 1971 zasedl do Sněmovny lidu (volební obvod č. 177 – Rimavská Sobota, Středoslovenský kraj). Mandát obhájil ve volbách roku 1976 (obvod Rimavská Sobota), volbách roku 1981 (obvod Rimavská Sobota) a volbách roku 1986 (obvod Rimavská Sobota). Ve Federálním shromáždění setrval do konce funkčního období, tedy do svobodných voleb v roce 1990. Netýkal se ho proces kooptace do Federálního shromáždění po sametové revoluci.